# Club Deportivo Covadonga
El Club Deportivo Covadonga es un club de fútbol español, de la ciudad de Oviedo, Asturias. Fue fundado el 31 de julio del año 1979 y juega en la Tercera Federación de España. Su campo es el "Álvarez Rabanal", en el Complejo Deportivo Los Castañales, situado en el barrio de Teatinos.

## Historia
Llegado a la parroquia de Nuestra Señora de Covadonga un nuevo párroco, don Juan Antonio Álvarez Rabanal, propuso la creación de un equipo de fútbol que tuviera como fin último el desarrollo como personas en un ambiente deportivo de la juventud de la parroquia. A la iniciativa se sumaron una serie de personas con gran afición y experiencia en el mundo del fútbol aficionado. De ahí salió la primera directiva, que se puso inmediatamente manos a la obra.
Se precisaba de unas instalaciones para la práctica de este deporte y, a pesar de que se carecía de ellas, no fue obstáculo para iniciar la competición en septiembre de 1979, con un equipo en Segunda Regional. Los partidos que disputaba como local tenían lugar en el campo de la Fundación Masaveu, al otro extremo de la ciudad. Mientras tanto, se hicieron las gestiones oportunas, consiguiendo del ayuntamiento de Oviedo la cesión de unos terrenos en el barrio, en una zona conocida como Los Castañales por la abundancia de estos árboles. Los directivos y aficionados comenzaron a trabajar en sus horas libres para el club y así surgió el campo de fútbol de Los Castañales.
A partir de aquí comenzaron a multiplicarse los equipos en las diferentes categorías: desde benjamines hasta el equipo superior, que llega a alcanzar la Tercera División.
En la temporada 2012-13 alcanzó la tercera plaza, lo que le dio derecho a disputar la fase de ascenso a Segunda División B. Cayendo en la primera eliminatoria ante el Club Deportivo Don Benito, siendo derrotado en ambos partidos por 0-3 y 2-0.
Con Fermín Alvárez como entrenador, el equipo se clasificó por segunda vez en la temporada 2018-19 para la promoción de ascenso a Segunda División "B". Siendo eliminado en la primera eliminatoria por el Bergantiños Fútbol Club, por 0-2 en la ida, disputada en el "Álvarez Rabanal" y 5-0 en la vuelta en Carballo.
En la temporada siguiente y con el mismo entrenador. Después de quedar en tercera posición en la temporada regular (hasta que la competición fue suspendida en la jornada 28), con 57 puntos, y la finalización anticipada de esta debido a la situación sanitaria global por el COVID-19. Se jugaron unas eliminatorias de ascenso diferentes, en los que subiría un equipo de cada grupo de Tercera a la Segunda División B, siendo todos estos a partido único, entre los cuatro primeros de cada grupo. En encuentros celebrados en el estadio avilesino del Román Suárez Puerta. Su rival en semifinales fue la Unión Deportiva Llanera, equipo que había quedado segundo en la liga regular. Los ovetenses se llegaron a poner 3-1, y los llanerenses recortaron la distancia en el minuto 89, ganando el Covadonga el pase a la final. Esta la disputaría contra el Caudal Deportivo de Mieres, que acabaría cuarto en la liga regular y había eliminado al líder Club Deportivo Lealtad en su semifinal. El equipo se adelantó en el minuto 27 por medio del centrocampista Míchel Secades. En el descuento sentenciaron el partido con el 2-0, esta vez obra de Jaime. Consiguiendo así el ascenso a la categoría de bronce del fútbol español por primera vez.
Militaron únicamente una temporada en la Segunda División B, casualmente la última de su existencia. Compitieron en el denominado Grupo I, que estaba subdividido en los subgrupos A y B. Acabaron colistas primero del Subgrupo B y después del subgrupo por la permanencia, el I-E.
En la campaña 2022-23, consigue el ascenso directo a Segunda Federación tras proclamarse campeón de su grupo de Tercera Federación.

## Uniforme
- Uniforme titular: camiseta azul con detalles blancos, pantalón y medias azules.
- Uniforme alternativo: completamente negra.

## Estadio
Su terreno de juego es el estadio "Álvarez Rabanal", en el Complejo Deportivo de Los Castañales, nombre que recibe por la abundancia de estos árboles en la zona. Es de hierba artificial, tiene un aforo aproximado de 2000 espectadores, 500 de ellos en la grada lateral cubierta, y unas dimensiones de 98 x 64 metros. Dispone además de luz artificial y en él disputan sus encuentros tanto el primer equipo, como sus categorías inferiores.

## Filiales
El club cuenta con un equipo filial, el Pumarín Club de Fútbol, que compite en la Segunda Asturfútbol. Anteriormente tuvo de filial a otro club ovetense, el Club Deportivo Grujoan, equipo que se mantuvo en los dos últimos niveles del fútbol autonómico. Finalizaron su vínculo al finalizar la temporada 2014-15.
También compitió el C. D. Covadonga "B", lo hizo en dos etapas, la primera de 1999 a 2005 y la segunda de 2018 a 2022. En ambos casos no pasó de Primera Regional, la actual Segunda Asturfútbol.

## Trayectoria en competiciones nacionales
- Temporadas en Primera División: 0
- Temporadas en Segunda División: 0
- Temporadas en Primera Federación: 0
- Temporadas en Segunda División B: 1
- Temporadas en Segunda Federación: 1
- Temporadas en Tercera: 18
- Participaciones en Copa del Rey: 1 (2023-24)

## Trayectoria
| Temporada | Nivel | Categoría           | Puesto | Copa del Rey |
| --------- | ----- | ------------------- | ------ | ------------ |
| 1979-80   | 7     | 2.ª Regional        | 12.º   |              |
| 1980-81   | 7     | 2.ª Regional        | 9.º    |              |
| 1981-82   | 7     | 2.ª Regional        | 1.º    |              |
| 1982-83   | 6     | 1.ª Regional        | -      |              |
| 1983-84   | 6     | 1.ª Regional        | 16.º   |              |
| 1984-85   | 6     | 1.ª Regional        | 17.º   |              |
| 1985-86   | 7     | 2.ª Regional        | 5.º    |              |
| 1986-87   | 7     | 2.ª Regional        | -      |              |
| 1987-88   | 7     | 2.ª Regional        | 1.º    |              |
| 1988-89   | 7     | 2.ª Regional        | 2.º    |              |
| 1989-90   | 6     | 1.ª Regional        | 6.º    |              |
| 1990-91   | 6     | 1.ª Regional        | 9.º    |              |
| 1991-92   | 6     | 1.ª Regional        | 5.º    |              |
| 1992-93   | 6     | 1.ª Regional        | 5.º    |              |
| 1993-94   | 6     | 1.ª Regional        | 5.º    |              |
| 1994-95   | 6     | 1.ª Regional        | 8.º    |              |
| 1995-96   | 6     | 1.ª Regional        | 1.º    |              |
| 1996-97   | 5     | Regional Preferente | 14.º   |              |
| 1997-98   | 5     | Regional Preferente | 2.º    |              |
| 1998-99   | 4     | 3.ª División        | 18.º   |              |
| 1999-2000 | 5     | Regional Preferente | 4.º    |              |
| 2000/01   | 4     | 3.ª División        | 20.º   |              |
| 2001-02   | 5     | Regional Preferente | 3.º    |              |
| 2002-03   | 4     | 3.ª División        | 16.º   |              |
| 2003-04   | 5     | Regional Preferente | 4.º    |              |
| 2004-05   | 5     | Regional Preferente | 4.º    |              |
| 2005-06   | 4     | 3.ª División        | 9.º    |              |
| 2006-07   | 4     | 3.ª División        | 16.º   |              |
| 2007-08   | 5     | Regional Preferente | 4.º    |              |
| 2008/09   | 4     | 3.ª División        | 13.º   |              |
| 2009-10   | 4     | 3.ª División        | 19.º   |              |

| Temporada | Nivel | Categoría           | Puesto | Copa del Rey |
| --------- | ----- | ------------------- | ------ | ------------ |
| 2010-11   | 5     | Regional Preferente | 1.º    |              |
| 2011-12   | 4     | 3.ª División        | 11.º   |              |
| 2012-13   | 4     | 3.ª División        | 3.º    |              |
| 2013-14   | 4     | 3.ª División        | 5.º    |              |
| 2014-15   | 4     | 3.ª División        | 5.º    |              |
| 2015-16   | 4     | 3.ª División        | 11.º   |              |
| 2016-17   | 4     | 3.ª División        | 7.º    |              |
| 2017-18   | 4     | 3.ª División        | 5.º    |              |
| 2018-19   | 4     | 3.ª División        | 4.º    |              |
| 2019-20   | 4     | 3.ª División        | 3.º    |              |
| 2020-21   | 3     | 2.ª División B      | 10.º   |              |
| 2021-22   | 5     | 3ª División RFEF    | 10.º   |              |
| 2022-23   | 5     | 3.ª Federación      | 1.º    |              |
| 2023-24   | 4     | 2.ª Federación      | 18.º   | 1.ª Ronda    |
| 2024-25   | 5     | 3.ª Federación      |        |              |

## Palmarés

### Torneos nacionales
- Tercera Federación (1): 2022-23.

### Torneos autonómicos
- Regional Preferente de Asturias (1): 2010-11.[6]
- Subcampeón de la Regional Preferente de Asturias (1): 1997-98.[7]
- Primera Regional de Asturias (1): 1995-96.[8]
- Segunda Regional de Asturias (2): 1981-82 (Grupo 2)[9] y 1987-88 (Grupo 2).[10]
- Subcampeón de la Segunda Regional de Asturias (1): 1988-89 (Grupo 2).[11]

### Trofeos amistosos
- Memorial "Melox" (1): 2023.